# Seleção Húngara de Basquetebol
A Seleção Húngara de Basquetebol é a equipe que representa a Hungria em competições internacionais de Basquetebol masculino. É mantida pela Federação Húngara de Basquetebol (húngaro: Magyar Kosárlabdázók Országos Szövetsége) a qual é filiada à Federação Internacional de Basquetebol desde 1935.